# 324省道 (浙江省)
S324省道又名林石线，是浙江省内的省道之一，原编号为81省道，是温岭市东南各乡镇对外交通的重要干道。
省道西起温岭市区林岙接S226省道，向东经石桥头镇至松门镇，再折向南至石塘镇止。